# Кухня Кентукки

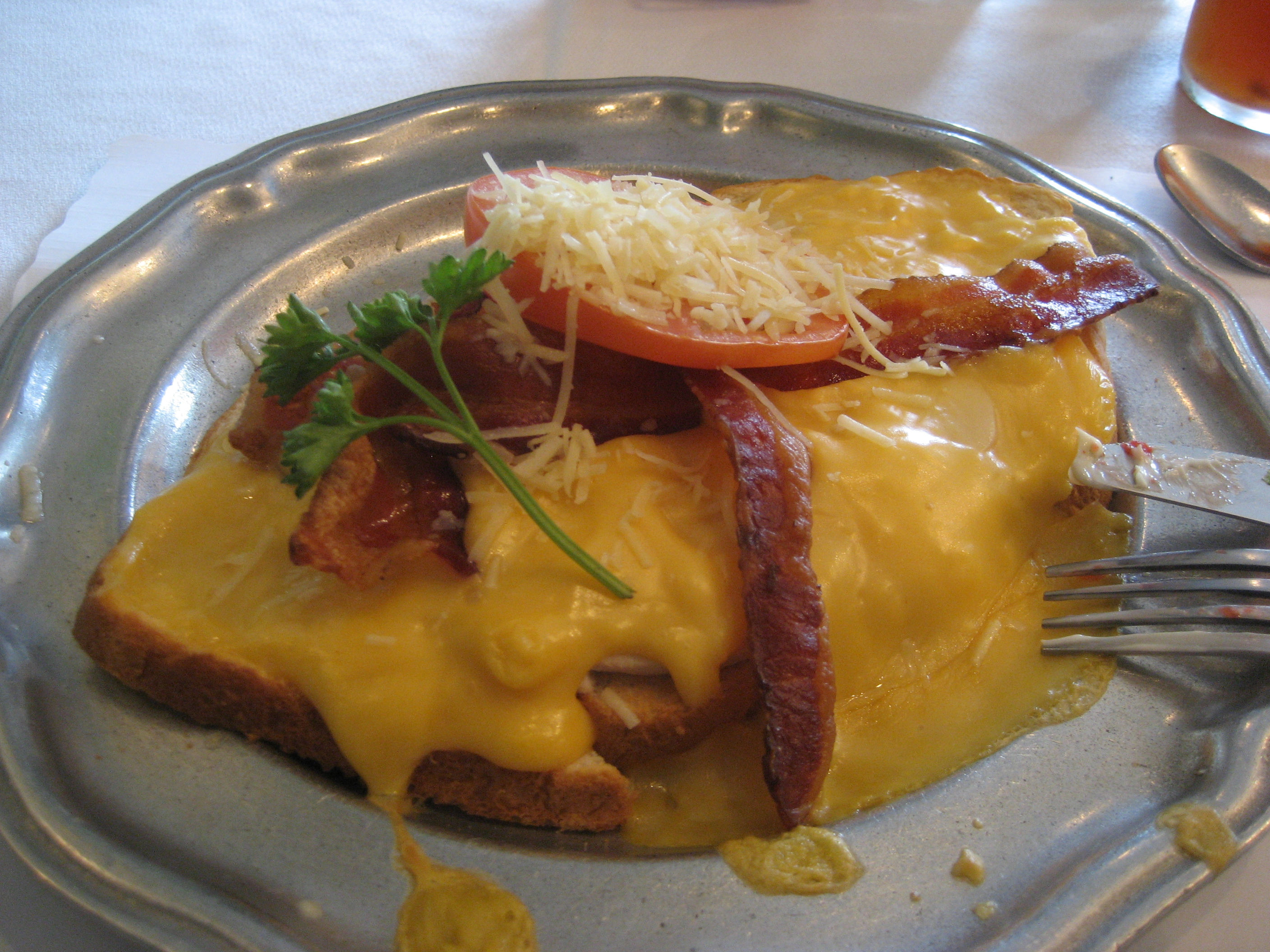
Хот-Браун впервые был подан в Отель Браун (Луисвилл) в Луисвилле

Кухня Кентукки (англ. Cuisine of Kentucky) — традиционная кухня, распространённая на территории штата Кентукки; является частью традиционной кухни южных штатов США. Популярные блюда — жареный сом и хашпаппи, жареная курица и стейк по-деревенски, которые обычно подают с кукурузным хлебом и овощами, например, стручковой фасолью или фасолью пинто, приготовленными на медленном огне с приправой для свинины. Другими популярными блюдами кухни являются жареные зелёные помидоры, каша из кукурузной крупы, кукурузный пудинг, жареная окра, куриный суп с клёцками которые готовят на всей территории штата.
Кентукки также известен региональным стилем барбекю, который уникален тем, что в нём для готовки используется баранина .
Хотя кухня Кентукки в целом очень похожа на традиционную кухню южных штатов США, она отличается некоторыми уникальными блюдами, особенно кухня города Луисвилл, где появились горячий сэндвич Хот-Браун и пирог Дерби-пай — разновидность пирога с орехами пекан, распространенного на юге США.
В северо-западных районах Кентукки самым популярным блюдом является бургу, в юго-западных — обычный чили с мясом. В Северном Кентукки и городах Луисвилл и Лексингтон популярным фаст-фудом является чили по-цинциннатски. Северный Кентукки и район Луисвилля являются местами компактного проживания американцев немецкого происхождения, что находит отражение в пристрастии местных жителей к пиву и европейским колбасам. На завтрак кентуккийцы предпочитают мясные блюда, такие как деревенская ветчина, колбаса из свиного фарша. Самым популярным напитком в Кентукки является местный бурбон. Среди десертов распространены шахматный и пекановый пироги, коблер с ежевикой и хлебный пудинг.